# Cor Euser

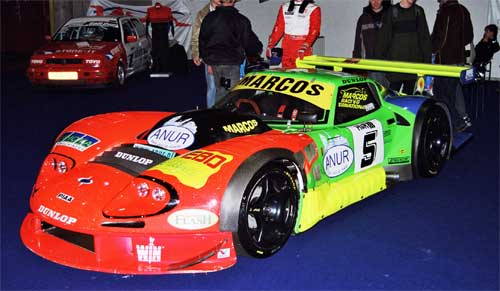
Euser zijn Marcos raceauto in 2006.

Cor Euser (Oss, 25 april 1957) is een Nederlands autocoureur. In 2008 reed hij voor Marcos Racing International in de Dutch Supercar Challenge GT klasse en het Spaanse GT Kampioenschap. 

## Carrière
Op zeventienjarige leeftijd racete Euser op een 500cc motor. Tot 1979 ging hij daar mee door. Hij had genoeg geld om mee te doen met een race cursus bij de Cenav Rensportschool. Hij had veel talent en Marlboro zag brood in hem en nam hem op in Marlboro Racing Team Holland. Zijn teamgenoten waren Huub Rothengatter en Arie Luyendijk. Euser racete met een Crosslé in het Nederlandse Formule Ford 1600 kampioenschap. Hij won het kampioenschap tweemaal op rij, in 1980 en 1981. In 1981 won hij ook het Europees kampioenschap Formule Ford. Hierna ging hij naar de Formule Ford 2000 klasse (vergelijkbaar met de Formule Renault 2.0 tegenwoordig). Euser racete tegen coureurs als Ayrton Senna, Jean Alesi en Mauricio Gugelmin. Hij wist er geen potten te breken. Ook zijn eerste jaren in de Europese en Duitse Formule 3 waren geen zege. Zijn beste resultaat in het kampioenschap was een zevende plek in de Duitse Formule 3 in 1984. Hierna racete hij twee races in 1985 in de British F3, hij haalde eenmaal het podium. Ook racete hij in de Canadese Formule Ford 2000, hij werd daar zevende in het kampioenschap. In 1986 stapte hij over naar de Formule 3000. Hij racete er van 1986 tot en met 1989, in 1988 werd hij zeventiende in het kampioenschap, zijn beste resultaat. Na deze blamage stapte hij over van de formule auto's naar de sport-prototypes. Hij reed in 1990 en 1991 in het World Sports-Prototype Championship. In 1991 werd hij vijfde in het kampioenschap, terwijl Teo Fabi het kampioenschap won. In 1991 racete hij ook in het DTM kampioenschap, hij haalde in 13 races geen punten. Ook reed hij dat jaar een gastrace in de Indy Car World Series op Laguna Seca, waar hij met een tiende plaats drie punten scoorde en uiteindelijk als zesentwintigste in het kampioenschap eindigde. Hij had indruk gemaakt bij het team van Tony Bettenhausen. Aanvankelijk zou hij het hele seizoen gaan rijden in 1992, maar Cor Eusers manager had het laten afweten. 
1994 was het jaar dat de autosportcarrière van Cor Euser een positieve draai krijgt. Hem wordt gevraagd om mee te doen aan de 24 uur van Le Mans. Die auto die hij bestuurde was een Porsche 911 Carrera RSR gerund door Konrad Motorsport en kwam uit in de GT2 klasse. Hij werd derde in de race. Hierna ging hij als fabrieksrijder bij Marcos rijden. Hij racete in het Global GT Championship en de 24 uur van Le Mans. Na dit avontuur racete hij in het Fia GT GT2 kampioenschap in 1997. Hij won geen racen en behaalde 1 keer het podium. Uiteindelijk werd hij elfde in het kampioenschap. In 1998 werd hij dertiende in die klasse. Hierna ging Euser weer in Nederland racen, in het DTCC kampioenschap. Hij won het kampioenschap in een Carly Motors BMW 320i. In 2000 ging hij racen in het British GT kampioenschap, voor het Marcos Racing International team. Ook won hij de Zandvoort 500 samen met Monegask Roberto Mangifesta. 
In 2002 ging hij naar de Dutch Supercar Challenge. Hij won het kampioenschap in de GT klasse. In 2003 lukte het hem niet om zijn titel te prolongeren, hij werd deze keer derde. Ook racete hij een gastrace in de V8 STAR. Hij concentreerde zich in 2004 op de BRL V6 en Dutch Supercar Challenge GT. Hij won het DSC kampioenschap. In de BRL V6 moest hij Donny Crevels en Thomas Mutsch voor zich laten gaan en werd hij derde. 2006 was het jaar dat Euser in de BMW 130i Cup gaat racen. Hij belandde 3 keer op het podium en werd vierde in het kampioenschap. In 2007 reed hij in het Spaanse GT Kampioenschap. Hij reed voor Marcos Racing International met een Marcos Mantis. Hij werd vijftiende in het kampioenschap. Ook reed Euser één race in het V de V GT-Touring Challenge. In 2008 racete Euser in de Dutch Supercar Challenge, het Spaanse GT Kampioenschap en had Euser zijn eigen team in de Toerwagen Diesel Cup.